# Mohamed Cheikh
Cet article concerne le cuisinier français. Pour le ministre marocain, voir Mohamed Cheikh Biadillah.
Mohamed Cheikh, né le 14 octobre 1992 à Montreuil (Seine-Saint-Denis), est un chef cuisinier français, chef du restaurant Meïda à Saint-Ouen.
Il est le gagnant de la saison 12 de Top Chef, diffusée sur M6 et RTL TVI en 2021.

## Biographie
Mohamed Cheikh naît le 14 octobre 1992 à Montreuil (Seine-Saint-Denis) dans une famille ayant des origines algériennes. Il grandit dans le quartier du Bois-Cadet à Fontenay-sous-Bois (Val-de-Marne). Il passe beaucoup de temps chez sa grand-mère qui l'emmène au marché de Montreuil et l'initie à la préparation du couscous, de la chorba, des beignets ou des crêpes algériennes. Dès le CM2, Mohamed Cheikh sait qu'il veut devenir cuisinier. Alors qu'il est au collège à Fontenay, un stage au Petit Bofinger à Vincennes confirme sa vocation.
Il intègre le lycée hôtelier Montaleau de Sucy-en-Brie. En 2010, il en sort avec un BEP métiers de l’hôtellerie et de la restauration, option cuisine. Pendant sa formation, il effectue un stage au Lucas Carton (2 étoiles), restaurant d'Alain Senderens, dont le chef exécutif est Jérôme Banctel. Son diplôme obtenu, Mohamed Cheikh y retourne pour débuter en tant que commis. Il est ensuite commis de cuisine au Royal Monceau.
En 2013, Mohamed Cheikh est chef de partie cuisine dans des restaurants du groupe Yannick Alléno. En 2014-2015, il est chef de partie cuisine à La Bauhinia, une des trois tables du palace Shangri-La Paris, dirigées par Philippe Labbé.
Fin 2015, Mohamed Cheikh devient sous-chef du restaurant Le Lounge (hôtel Sofitel) à La Défense et en devient chef au bout de neuf mois, à l'âge de 23 ans. En parallèle, il donne des cours à l’école de cuisine Alain Ducasse à Paris.
Début 2019, Mohamed Cheikh prend la tête du restaurant du Drugstore des Champs-Elysées, dont le chef conseil est Éric Frechon. Il quitte l'établissement en 2020, avant le tournage de Top Chef.

### Participation à Top Chef 2021
En 2015, Mohamed Cheikh se présente une première fois au casting de l'émission Top Chef, sans succès. Il est admis en 2020 parmi les candidats de la saison 12. Lorsqu'il apprend qu'il est retenu, il se prépare pour le concours, en révisant notamment la pâtisserie, son point faible.
Dans le premier épisode, au cours duquel il est admis dans la brigade d'Hélène Darroze, il raconte les remarques racistes qu'il a entendu au début de sa carrière. Dans la suite du concours, il se fait notamment remarquer par ses punchlines, sa technicité et son caractère sympathique.
Lors de la guerre des restos, il crée avec le candidat Matthias Marc un restaurant d'inspiration berbère, nommé Nomade. Le restaurant connaît un début d'incendie spectaculaire pendant les préparatifs, ce qui n'empêche pas le binôme de remporter l'épreuve. Dans la semaine qui suit la diffusion de l'épreuve, le menu de Mohamed Cheikh et Matthias Marc réalisé pour l'épreuve est commercialisé et remporte un grand succès.
Mohamed Cheikh parvient à se qualifier en finale, qu'il remporte face à la candidate Sarah Mainguy.

### Après Top Chef
En juin 2021, il ouvre pour tout l'été le restaurant éphémère Manzili au jardin des Plantes de Paris. « Manzili » signifie « ma maison » en arabe littéraire. Cheikh occupe l'automne 2021 le restaurant La Réserve de Paris, sollicité par Jérôme Banctel,En juin 2022, il ouvre un autre restaurant éphémère, Babor, sur une péniche à Paris. 
Début 2022, il publie un livre de recettes aux éditions Solar, intitulé Ma Cuisine méditerranéenne.
En août 2022, il fait partie de la délégation accompagnant le Président de la République française Emmanuel Macron lors de son voyage officiel en Algérie,,.
Début juillet 2024, il ouvre son restaurant Meïda, à Saint-Ouen.

### Vie privée
Il est marié et a deux enfants. 

## Publication
- Mohamed Cheikh, Ma Cuisine méditerranéenne, Solar, 10 mars 2022, 140 p. (ISBN 978-2-263-17806-1)Livre de recettes de cuisine